# Malabári dánió
A malabári dánió (Devario malabaricus, régebben Brachydanio malabaricus) a csontos halak (Osteichthyes) osztályába, a pontyalakúak (Cypriniformes) rendjébe és a pontyfélék (Cyprinidae) családjába tartozik.

## Előfordulása
Eredetileg a trópusi Dél-Ázsiából, Indiából és Srí Lankáról származik, de közkedvelt akváriumi halként az egész világon megtalálható. Kedveli a folyóvizeket, ennek ellenére őshazájában a gyors folyású patakoktól a kisebb tavakig mindenütt megtalálható.

## Megjelenése
Testhossza 12–15 cm. Világoskék színezetű hal, oldalán vonzó aranysárga csíkokkal. Háta szürkéskék, hasa és úszói – a mellúszók kivételével – halvány rózsaszínek. Testének mintázata a farokúszó középső részére is kiterjed. A kopoltyúfedő mögött egy sötétkék folt és pár függőleges aranysárga keresztcsík látható. A szem írisze aranysárga. A kifejlett egyedeknél a hímet, hasonlóan a többi dánióhoz, élénkebb színe és karcsúbb teste, míg a nőstényt ikrával telt alakja különbözteti meg a másik nemtől.
A malabári dánió megjelenése és viselkedése olyannyira hasonlít egy másik dániófajéra, az óriás dánióéra (Devario aequipinnatus), hogy sokáig egy fajként kezelték. A két faj megkülönböztethetőségét tovább rontja, hogy a két dániófaj egymással nemzőképes hibrid utódokat hozhat létre, így manapság akváriumi tartásra malabári vagy óriás dánió néven kínált halak már nagyrészt a két faj több generációs keveredéséből származnak. Mára azonban már genetikai és morfológiai vizsgálatok támasztják alá a két faj különbözőségét, de sok helyen még mindig helytelenül használják a tudományos nevét.

## Életmódja
Falánk, mindenevő, békés rajhal. Őshazájában főként rovarokkal, apró férgekkel, növényi törmelékekkel táplálkozik. Fogságban tartott példányai akár 10 évig is elélhetnek.

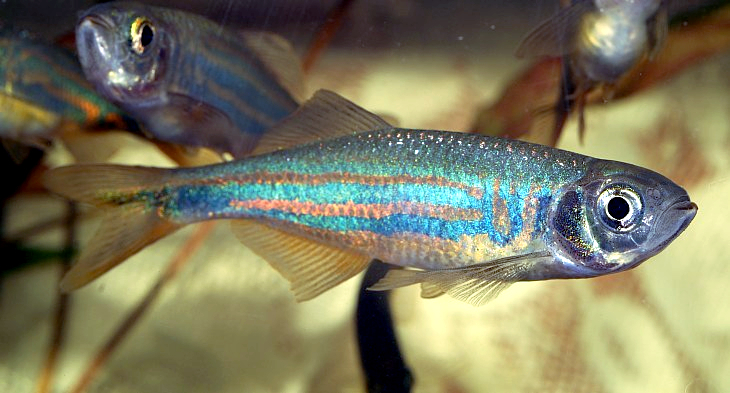
Fiatal malabári dánió

## Szaporodása
Szabadon ikrázó faj. A partmenti növényzet között a sekély vízben, sokszor a reggeli órákban vagy egy nagyobb esőzést követően ívnak. Egy ívás alkalmával a nőstény cca. 200 halvány narancssárga, ragadós ikrát rak. A lárvák 24–28 óra elteltével kelnek ki, de egy részüknél ez akár 2–3 napig is elhúzódhat. Pár nappal később, szikzacskójuk felszívódása után kezdenek neki az önálló táplálkozásnak. Szapora hal, már a 7 cm-es egyedek is ivarérettek, a populáció duplázásához szükséges idő pedig kevesebb, mint 15 hónap.

## Akváriumi tartása

### Berendezése

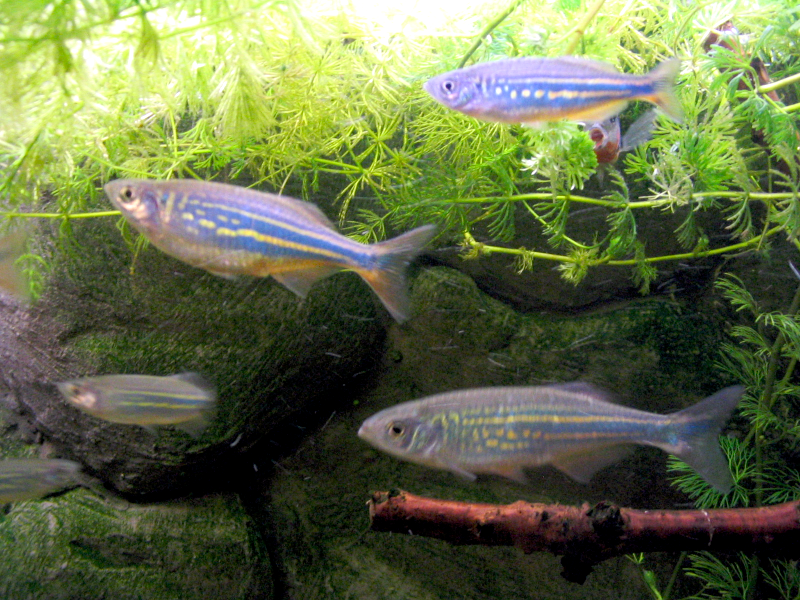
A malabári dániók élénk rajhalak, tágas medencét igényelnek

Akváriumi tartása könnyű, kezdőknek is ajánlható békés hal. Testmérete és nagy mozgásigénye miatt hosszú, legalább 120 cm-es medencét igényel. A malabári dánió rajhal, ezért mindenképp több, legalább 6–8 egyedet tartsunk együtt. Habár a vízminőségre igénytelen, a mind hőmérséklet(22–25 °C), mind a vízkeménység(4–18 nk°) mind pedig a víz kémhatása (pH 6.2–7.8) szempontjából, meghálálja a jó szűrést, az áramlást és a rendszeres vízcserét. Kedveli a hosszú levelű növényekkel beültetett, tágas, hosszanti úszóteret biztosító akváriumot. Az akváriumot érdemes lefedni, ugyanis könnyen kiugorhat.

### Etetése
Akváriumi etetése nem okoz gondot, mindent megeszik, ami befér a száján. Adhatunk neki élő tubifexet, vörös szúnyoglárvát, vízibolhát, fagyasztott szúnyoglárvát, artémiát (sóférget), egyéb plankton eleséget, száraz lemezes díszhaltápot. Az élőeleség különösen szépen kihozza a halak színét!

### Szaporítása
Akváriumi körülmények között is jól szaporodik, habár viszonylag nagy, legalább 30 literes (40 cm hosszú, 25 cm magas és 30 cm széles) ívató medencére van szüksége. A dániók heves ikrafalók, ezért az ívató akvárium aljára mindenképpen 4–5 cm magasságban ikrarácsot vagy nagyobb kavicsokat, üveggolyókat kell elhelyeznünk. A friss vízzel ellátott medencébe előbb az ikrával telített nőstényt tegyük ki, majd pár óra elteltével tegyünk hozzá egy-két hímet. Előszeretettel ívnak a napsütéses reggeli órákban, ezért célszerű az ívató medencét olyan helyre tenni, ahol éri azt a reggeli napfény. Az ívási kedvet fokozhatjuk, ha Ívás idejére vizének hőmérsékletét megemeljük 26 °C-ra, illetve ha biztosítjuk számára a növényes környezet érzetét egy jávai moha vagy perlonvatta csomóval. A hímek egy-két napon belül kihajták a nőstényből az ikrákat, ezután távolítsuk el a szülőket. Ha mégsem jártunk sikerrel, egy hét múlva újra próbálkozhatunk. A sikertelenség oka lehet, hogy a nőstény nem telt még be ikrával, túl fiatal, esetleg elhízott és egy ún. zsírdugó gátolja az ikrázásban.
A pár nap múlva kikelő lárvákat szikzacskójuk felszívódása után infusoriával, tojássárgájával, apró rotatoriával és aprószemű, frissen keltetett sórákkal etethetjük. Hála gyors növekedésüknek, pár nap elteltével már képesek elfogyasztani a porrá tört száraz haltápot, mikrót, apróra vágott tubifexet, grindált is.

## Fordítás
- Ez a szócikk részben vagy egészben  a   Malabar danio című angol Wikipédia-szócikk fordításán alapul.  Az eredeti cikk szerkesztőit annak laptörténete sorolja fel. Ez a jelzés csupán a megfogalmazás eredetét és a szerzői jogokat jelzi, nem szolgál a cikkben szereplő információk forrásmegjelöléseként.

### Képek
- Képek az interneten a fajról

### Videók
- Malabári dánióraj